# Ödenäs
Ödenäs är en småort i Alingsås kommun och kyrkbyn i Ödenäs socken, belägen på en drumlinås 213 m ö.h. 
Fram till 1950-talet utgjorde hemslöjden en viktig inkomstkälla för byns befolkning. Speciellt för Ödenäs är bastabinne där bast av gran binds till bland annat rep och kassar.
Byn var en huvudsaklig inspelningsplats för TV-serien Hem till byn.